# Claude Auchinleck
Sir Claude John Eyre Auchinleck (21. června 1884, Aldershot – 23. března 1981) byl britský maršál činný za druhé světové války. Nebyl považován za příliš úspěšného a schopného velitele. Kritizovány byly zejména jeho schopnosti, pokud jde o výběr nižších velitelů.
V roce 1904 se stal důstojníkem 62. pandžábského pluku indické armády, a v jejích řadách působil během první světové války, i meziválečného období, naposledy jako velitel 3. indické divize, a ve štábních funkcích. Po vypuknutí druhé světové války byl pověřen velením spojeneckých sil v Norsku, kdy zejména svými nároky na jejich materiální zabezpečení, poprvé vzbudil Churchillovu nelibost, nutno však říci, že spojenecké akce v Norsku jsou zpětně hodnoceny jako předem beznadějné (Spojenci příliš dlouho váhali a pak nebyli schopni nasadit adekvátní síly). V roce 1941 se stal vrchním velitelem britských sil na Blízkém východě, což znamená, že byl zodpovědný za oblast rozprostírající se od britsko-italských hranic v severní Africe po Persii.
Nahradil tak generála sira Archibalda Wavella. Připravoval ofenzívu proti silám osy pod velením Erwina Rommela, a operace Crusader zpočátku uspěla a uvolnil jí obklíčení Tobruku, posléze však byly jeho jednotky zastaveny a oslabeny ve prospěch nově vzniklých bojišť v Barmě a Malajsku, jakož i nedostatkem zásob, Rommel tak mohl v lednu 1942 přejít do ofensivy, zastavené až v únoru na Gazálské linii. Po zahájení další Rommelovy ofensivy v květnu 1942 a porážce 8. armády během série bitev u Gazály, uposlechl Churchillova rozkazu aby hájil Tobrúk, ačkoli tato pevnost na obranu nebyla připravena. Tobrúk padl 21. června. Poté 25. června odvolal dosavadního velitele 8. armády generála Neila Ritchieho a osobně přejal velení, a po porážce u Marsa Matrúh, Rommelův postup zastavil v první bitvě u El Alameinu. Po ní jej Churchill odvolal, protože odkládal útok na Rommelovu Panzerarmee Afrika, neboť neměl dost sil a času na přípravu. Jeho výkon při vedení bitvy u El Alameinu byl dalším z důvodů, neboť ačkoliv uspěl v zastavení Rommelova postupu, jeho jednotky utrpěly značné ztráty při nedbale koordinovaných protiútocích, čímž též znesnadnil svoji případnou ofensivu (např. druhý útok na hřeben Ruweisat během první bitvy u El Alameinu). V letech 1943 – 1947 pak držel post vrchního velitele britských jednotek v Indii.
Jako velitel byl velice nízko hodnocen zejména v Churchillových memoárech i v Montgomeryho pamětech, podle mnohých odborníků šlo však o cílené snižování jeho reputace ve vlastním zájmu obou autorů.
Jeho chyby jako vojevůdce spočívaly zejména v neschopnosti vybrat vhodné podřízené (což bylo částečně způsobeno i tím, že strávil delší část života v Indii, neznal dobře schopnosti vyšších důstojníků britské armády) a v neochotě je odvolat, v případě, že se jejich neschopnost projevila. To vedlo například k setrvávání nezkušeného Ritchieho ve velení 8. armády, přičemž on sám se mu snažil přispět radami, a výsledkem byly průtahy a nejasnosti v systému velení.

## Vyznamenání
| Stát                   | Stuha                            | Název                                 | Datum udělení      |
| ---------------------- | -------------------------------- | ------------------------------------- | ------------------ |
| Československo         |                                  | Československý válečný kříž 1939      | 1944               |
| Francie                |                                  | Croix de Guerre 1914–1918 s palmou    | 1918               |
| Francie                |                                  | Croix de Guerre 1939–1945 s palmou    | 1949               |
| Francie                | velkodůstojník Řádu čestné legie |                                       |                    |
| Nepál                  |                                  | člen I. třídy Řádu nepálské hvězdy    | 1945               |
| Norsko                 |                                  | velkokříž Řádu svatého Olafa          | 1948, 19. března   |
| Polsko                 |                                  | stříbrný kříž Řádu Virtuti Militari   | 1942, 15. května   |
| Spojené království     |                                  | rytíř velkokříže Řádu lázně           | 1945, 1. ledna     |
| Spojené království     |                                  | společník Řádu lázně                  | 1934, 3. července  |
| Spojené království     |                                  | rytíř velkokomandér Řádu Indické říše | 1940, 20. prosince |
| Spojené království     |                                  | společník Řádu indické hvězdy         | 1936, 8. května    |
| Spojené království     |                                  | Řád za vynikající službu              | 1917, 3. června    |
| Spojené království     |                                  | důstojník Řádu britského impéria      | 1919, 3. června    |
| Spojené království     | Britská válečná medaile          |                                       |                    |
| Spojené království     | Africká hvězda                   |                                       |                    |
| Spojené království     | Válečná medaile 1939–1945        |                                       |                    |
| Spojené království     | Vítězná medaile                  |                                       |                    |
| Spojené státy americké |                                  | Chief Commander Legion of Merit       | 1948, 23. července |